# Шарж

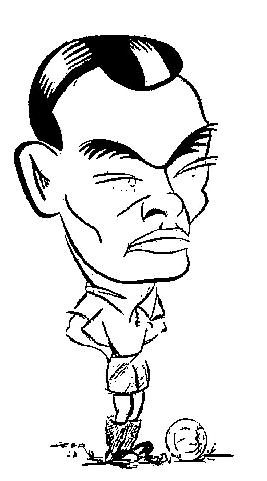
Шарж на Ромуальдаса Марцинкуса — литовського пілота й футболіста, художник А. Чепс, 1933 р.

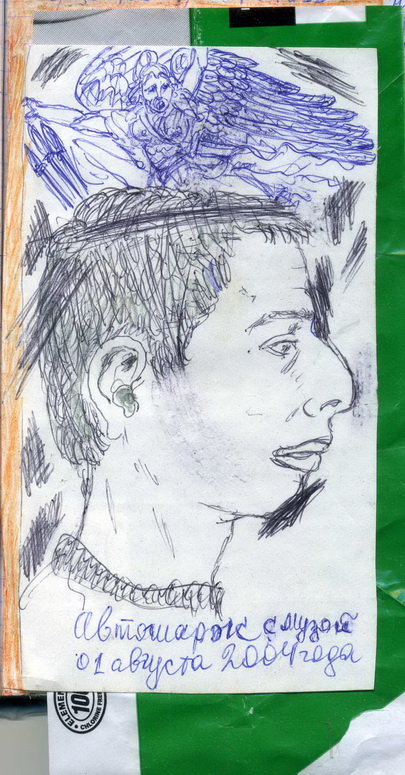
Lorry. Автошарж з музою, 2004 р.

Шарж (фр. la charge) — різновид карикатури, в якому зберігається подібність з об'єктом зображення, сатиричні тенденції поступаються перед м'яким, доброзичливим гумором.
Автошарж — малюнок, створений самим художником, близький до автопортрета.

## Шарж у поезії
Шарж має свою жанрову специфіку і в поезії: це переважно чотиривірш, в якому наявний легкий жарт, як у ряді дружніх шаржів Петра Осадчука:
ДМИТРО ПАВЛИЧКО
Від книжок вгинається поличка,
Струмом б'є із кожного рядка.
Недарма ж бо томики Павличка
Пригорнулись до томів Франка.
Шарж близький до епіграми, але позбавлений ознак в'їдливої сатиричності, а також до пародії, але без гротескової імітації творчої манери автора.